# Tashreeq Matthews
Pour les articles homonymes, voir Matthews.
Tashreeq Matthews, né le 12 septembre 2000 au Cap, est un footballeur sud-africain qui joue au poste de milieu offensif à Mamelodi Sundowns.

## Biographie

### Carrière en club
Né au Cap en Afrique du Sud, Tashreeq Matthews est formé par l'Ajax Cape Town, mais il rejoint à seulement 18 ans le Borussia Dortmund en Allemagne,.
Matthews commence sa carrière professionnelle en prêt, d'abord au FC Utrecht,, où il joue en Championnat des Pays-Bas de deuxième division, puis au Helsingborgs IF en Championnat de Suède. Et c'est dans ce championnat qu'il va poursuivre sa carrière, étant transféré au Varbergs BoIS, où il va s'illustrer en 2021,, tout en étant ensuite freiné par les blessures.
Il rejoint ensuite l'IK Sirius, où il va s'imposer comme un des joueurs les plus en vue du championnat suédois. En 2023 il est l'auteur de 10 buts et 10 passes décisives en championnat,,.

### Carrière en sélection
En septembre 2017, Tashreeq Matthews connait sa première sélection avec l'équipe d'Afrique du Sud des moins de 20 ans,.
Suivi par le sélectionneur de l'équipe senior Hugo Broos, il n'est néanmoins pas sélectionné par ce dernier qui préfère à son profil de dribleur technique de petite taille des joueurs plus physiques,,.

## Palmarès
Borussia Dortmund
- International Champions Cup
  - Vice-champion en 2018